# 克拉克斯頓 (密西根州)
克拉克斯頓村市或克拉克斯頓是在美國密西根州奧克蘭郡獨立鄉的一個小鎮。根據2010年美國人口普查的統計結果，人口為882人。

## 外部連結
- Clarkston Area Chamber of Commerce （页面存档备份，存于）
- Clarkston Community Schools
- Clarkston Community Historical Society （页面存档备份，存于）